# Matheus Nachtergaele
Matheus Nachtergaele, né le 3 janvier 1969 à São Paulo, est un acteur et réalisateur brésilien.
Il a acquis une certaine notoriété à partir de 1992 avec la compagnie Teatro da Vertigem. Il est lauréat de deux Grand Prix du cinéma brésilien du meilleur acteur. Au Festival de Cannes 2008, il a présenté son premier film en tant que réalisateur, La Fête de la fille morte, dans la section Un certain regard.

## Filmographie partielle

### Acteur
- 1997 : Quatre jours en septembre de Bruno Barreto : Jonas
- 1998 : Central do Brasil de Walter Salles : Isaías
- 1998 : Le Premier Jour ou Minuit (O Primeiro Dia ou Meia notte) de Walter Salles et Daniela Thomas : Francisco
- 2000 : Le Jeu de la miséricordieuse (O Auto da Compadecida) de Guel Arraes : João Grilo
- 2002 : La Cité de Dieu de Fernando Meirelles et Kátia Lund : Sandro Cenoura
- 2002 : Amarelo Manga de Cláudio Assis : Dunga
- 2004 : Au coeur du péché (Da Cor do Pecado) (telenovela) de João Emanuel Carneiro : Pai Helinho
- 2005 : Tapete Vermelho de Luís Alberto Pereira : Quinzinho
- 2006 : Le Marais des bêtes (Baixio das Bestas) de Cláudio Assis (en) : Everardo
- 2008 : La Terre des hommes rouges de Marco Bechis : Dimas
- 2014 : Sangue Azul de Lírio Ferreira : Gaetan
- 2016 : D'une famille à l'autre d'Anna Muylaert : Matheus
- 2017 : Zama de Lucrecia Martel : Vicuña Porto
- 2018 : Tito et les Oiseaux (Tito e os Pássaros) (film d'animation) de Gabriel Bitar, Gustavo Steinberg et André Catoto Dias : Dr. Rufos (voix)
- 2021 : Deux flics pour une bique (Cabras da Peste) : Trindade

### Réalisateur
- 2008 : La Fête de la fille morte (A festa de menina morta)

## Distinctions
- Grand Prix du cinéma brésilien : meilleur acteur dans Minuit et Le Jeu de la miséricordieuse
- Festival international du nouveau cinéma latino-américain de La Havane : meilleur acteur dans La Cité de Dieu (partagé avec l'ensemble du casting)